# 8053 Kleist
8053 Kleist eller 4082 P-L är en asteroid i huvudbältet som upptäcktes den 25 september 1960 av den nederländsk-amerikanske astronomen Tom Gehrels och det nederländska astronomparet Ingrid van Houten-Groeneveld och Cornelis Johannes van Houten vid Palomarobservatoriet. Den är uppkallad efter den tyske poeten Heinrich von Kleist.
Asteroiden har en diameter på ungefär 5 kilometer och den tillhör asteroidgruppen Nysa.